# 1970 na música

## Eventos
- Lançado o álbum First Step por The Faces.
- Fevereiro: lançado o álbum Burnt Weeny Sandwich por The Mothers of Invention.
- 13 de fevereiro - Lançado o primeiro álbum da banda Black Sabbath intitulado simplesmente "Black Sabbath".
- 5 de Abril - A banda de rock britânica Queen é formada.
- 10 de Abril - Em entrevista Paul McCartney anuncia o fim dos Beatles.
- 10 de Abril - É lançado o segundo disco do cantor Elton John intitulado "Elton John"
- 10 de agosto - Lançado o álbum Weasels Ripped My Flesh por The Mothers of Invention.
- 4 de setembro: lançado o álbum Get Yer Ya-Ya's Out! The Rolling Stones in Concert por The Rolling Stones.
- 18 de setembro: Lançado no Reino Unido o álbum Paranoid por Black Sabbath
- Setembro - João Ricardo cria o grupo Secos e Molhados.
- Outubro: lançado o álbum Chunga's Revenge por The Mothers of Invention.
- 30 de Outubro - Lançado o álbum Tumbleweed Connection de Elton John
- Pink Floyd lança o álbum Atom Heart Mother.
- Creedence Clearwater Revival lança um dos maiores clássicos de todos os tempos Have You Ever Seen The Rain ?
- É lançado o segundo disco do cantor Elton John intitulado "Elton John"
- É formada a banda Aerosmith , Steven Tyler nos vocais , Joe Perry na guitarra , Joey Kramer na Bateria e Tom Hamilton no baixo.

## Nascimentos
| Data            | Nome               | Profissão                          | Nacionalidade  | Observações | Ref |
| --------------- | ------------------ | ---------------------------------- | -------------- | ----------- | --- |
| 9 de Janeiro    | Lara Fabian        | cantora                            | Canadá         |             |     |
| 15 de Fevereiro | Gloria Trevi       | cantora e atriz                    | México         |             |     |
| 23 de fevereiro | Lauriete           | cantora                            | Brasil         |             |     |
| 5 de Março      | John Frusciante    | músico                             | Estados Unidos |             |     |
| 13 de Março     | José Orlando Alves | compositor erudito                 | Brasil         |             |     |
| 18 de Março     | Queen Latifah      | atriz e rapper                     | Estados Unidos |             |     |
| 24 de Março     | Sharon Corr        | cantora                            | Irlanda        |             |     |
| 3 de Abril      | Igor Cavalera      | músico                             | Brasil         |             |     |
| 9 de Abril      | Chorão             | Cantor e roteirista                | Brasil         | m.2013      |     |
| 12 de Abril     | Nick Hexum         | cantor e guitarrista               | Estados Unidos |             |     |
| 13 de abril     | Eduardo Capetillo  | ator e cantor                      | México         |             |     |
| 18 de abril     | Patrícia Bastos    | cantora                            | Brasil         |             |     |
| 19 de abril     | Luis Miguel        | cantor                             | México         |             |     |
| 22 de abril     | Mano Brown         | rapper                             | Brasil         |             |     |
| 9 de maio       | Ghostface Killah   | rapper                             | Estados Unidos |             |     |
| 2 de Junho      | B-Real             | rapper                             | Estados Unidos |             |     |
| 6 de Junho      | James Shaffer      | Guitarrista                        | Estados Unidos |             |     |
| 8 de Junho      | Seu Jorge          | Cantor                             | Brasil         |             |     |
| 14 de Junho     | Ray Luzier         | Baterista                          | Estados Unidos |             |     |
| 19 de Junho     | Brian Welch        | Guitarrista                        | Estados Unidos |             |     |
| 24 de Junho     | Glenn Medeiros     | cantor                             | Estados Unidos |             |     |
| 24 de junho     | Bernardo Sassetti  | compositor e pianista              | Portugal       | m.2012      |     |
| 6 de Julho      | David Readman      | cantor                             | Reino Unido    |             |     |
| 8 de Julho      | Beck Hansen        | cantor                             | Estados Unidos |             |     |
| 11 de Julho     | Netinho de Paula   | cantor e apresentador              | Brasil         |             |     |
| 20 de Agosto    | Fred Durst         | cantor                             | Estados Unidos |             |     |
| 31 de Agosto    | Debbie Gibson      | cantora                            | Estados Unidos |             |     |
| 18 de Setembro  | Frank Aguiar       | cantor e deputado                  | Brasil         |             |     |
| 19 de Setembro  | Takanori Nishikawa | cantor, compositor e produtor      | Japão          |             |     |
| 6 de outubro    | Amy Jo Johnson     | atriz, cantora e compositora       | Estados Unidos |             |     |
| 9 de Outubro    | Juninho Afram      | guitarrista                        | Brasil         |             |     |
| 19 de outubro   | Juninho Afram      | músico                             | Brasil         |             |     |
| 27 de outubro   | Karl Backman       | guitarrista, cantora e compositora | Suécia         |             |     |
| 7 de Novembro   | Neil Hannon        | músico                             | Irlanda        |             |     |
| 9 de Novembro   | Susan Tedeschi     | música e cantora                   | Estados Unidos |             |     |
| 23 de Novembro  | Little Sweet       | cantora                            | Estados Unidos |             |     |
| 18 de Dezembro  | DMX                | rapper                             | Estados Unidos |             |     |
| 18 de Dezembro  | Cowboy Troy        | rapper                             | Estados Unidos |             |     |
| 24 de Dezembro  | José Cezar Motta   | músico                             | Brasil         | m.2003      |     |

## Mortes
| Data           | Nome          | Profissão            | Nacionalidade  | Observações | Ref |
| -------------- | ------------- | -------------------- | -------------- | ----------- | --- |
| 16 de março    | Tammi Terrell | cantora              | Estados Unidos | n. 1945     |     |
| 3 de Setembro  | Alan Wilson   | guitarrista          | Estados Unidos | n. 1943     |     |
| 18 de Setembro | Jimi Hendrix  | cantor e guitarrista | Estados Unidos | n. 1942     |     |
| 4 de Outubro   | Janis Joplin  | cantora              | Estados Unidos | n. 1943     |     |